# Mitología chaná
La mitología chaná es el conjunto de narrativas y creencias de la etnia chaná sobre el mundo en el que viven.

## Deidades y cosmogonía
Tijuiném, también escrito como Tihuinem (o am tihuinem u-gil), es el dios de los chanás, a quien el padre de dioses le encargó la misión de poblar a la madre tierra, hasta entonces yerma, al crear a los chanás y demás seres vivos animales y vegetales. Les enseñó un idioma, una serie de normas sociales y el deber de respetar la naturaleza y a Tijuiném como su dios.
Los chanás según su mitología serían originarios de un sitio mítico denominado timucó (o timujú), muy lejos hacia el norte y en donde en el pasado remoto habrían vivido, de donde migraron hasta llegar a la región que habitaban en los ríos Paraná y Uruguay cerca de su desembocadura.

## Mitos sobre la creación

### Orígenes mitológicos de los animales
Adá verá ug atá o raya de agua dulce cuenta la leyenda que surgió cuando una mujer, que mataba a sus propios hijos aplastándolos a orillas de los cursos de agua, recibió el castigo de los dioses por su accionar, convirtiéndola en un pez de forma aplanada tal como ella había dejado a sus hijos.
Amarí dul (flor voladora) o la mariposa según la leyenda habría surgido de la historia de una niña de una comunidad chaná, de naturaleza bondadosa, que cuidaba y curaba los animales y las plantas. Debido a ello fue bautizada como nam nado (caricia). La niña, que cultivaba con sus hermanas un jardín, un día que lo estaba limpiando fue mordida por una víbora. La niña, que presentía su muerte, pidió ser enterrada con sus flores, pero las reglas de la comunidad impedían hacerlo para respetar a la madre tierra, sino que los cuerpos de los niños fallecidos debían primero ir en una canoa de descanso, puesta en un árbol de un bosque para que su alma vuele a las estrellas, y una vez sucediera esto enterrar sus restos. Pero el dios Tijuiném se compadeció de la niña e hizo que las flores de su jardín se convirtieran en mariposas para volar alrededor de su cuna y acompañarla en su transición.
Ndiní lantéc («pájaro hablador») o loro, habría sido una persona encargada de hacer guardia pero que, por ser demasiado habladora, no cumplió con su deber y permitió el ataque enemigo. Debido a ello, un espíritu mensajero de Tijuiném lo castigó, convirtiéndolo en el ave.

### Orígenes mitológicos de las plantas
Corú o el ceibo nació en el lugar en donde una persona jorobada, que había ayudado y defendido a los chanás, falleciendo mientras los defendía heroicamente, fue sepultada.

## Criaturas mitológicas

### Armada mítica de los peces
Casi todos los peces eran considerados parte de una armada mítica en lucha contra una especie, la piraña, considerada maligna por naturaleza.
- Ichí lantéc o armado, es el pez capitán de la armada mítica, caracterizado por su fortaleza y armadura, con escamas laterales brillantes al costado, que «habla» cuando es sacado del agua.[9]
- Ichí agó utú dioí o dorado, es el pez ayudante del capitán general en la armada, de grado capitán.[10]
- Ichí añí o bagre amarillo, que tiene el mismo rango que el dorado, que se caracteriza por «hablar» (por el ruido que hace al ser sacado del agua) a los demás peces impartiéndoles órdenes. Sus espinas son sus lanzas de ataque.[9]
- Agútꞌó ug atá o yacaré, integra la armada mítica de los peces como un soldado raso, creado por Dios para castigar a la piraña o palometa.[11]
- Ichí abaé revá o sábalo, en la armada mítica es un pez de poca importancia en la escala de mando de los peces, por carecer de medios ofensivos o defensivos.[12]

### Otras criaturas
El tijuí taé o demonio es un espíritu malvado que no podía verse a simple vista, pero que se metía dentro de las cabezas de las personas para hablarles y convencerlos de realizar actos maliciosos.
Los nem o espíritus de las personas fallecidas podían ir al cielo o quedarse en la tierra para cuidar a los vivos o para atormentarlos. Ellos aparecían durante la noche y podían enviar mensajes de dios a los sueños de los vivos.